# NGC 1198
NGC 1198 est une galaxie lenticulaire située dans la constellation de Persée. Elle a été découverte par l'astronome français Édouard Stephan en 1885. Cette galaxie a aussi été observée par l'astronome américain Lewis Swift le 27 octobre 1888 et elle a été ajoutée plus tard à l'Index Catalogue sous la cote IC 282.

## Caractéristiques
Sa vitesse par rapport au fond diffus cosmologique est de 1 419 ± 14 km/s, ce qui correspond à une distance de Hubble de 20,9 ± 1,5 Mpc (∼68,2 millions d'al).